# 正統とは何か
『正統とは何か』（せいとうとはなにか、英: Orthodoxy、1908年）は、G・K・チェスタトンの著書で、20世紀英国のキリスト教擁護論の古典となっている。
チェスタトンは本書を別の著書『異端者の群れ』の手引書とみなし、序文でチェスタトンが言っているところによると、本書の目的は、「キリスト教を信じられるかどうかについてではなく、いかにして彼は個人的にキリスト教を信じるようになったかについての説明を試みること」である。本書でチェスタトンはキリスト教についての独自の見解を示している。彼はキリスト教のことを人間が自然に必要とすることへの答え、彼自身の言葉によると「難題への答え（answer to a riddle）」とみなしており、人間が経験することの限界の外側のどこかで得られた単なる独断的な真理とはみなしていない。

## 訳書
- G.K.チェスタトン『正統とは何か』 安西徹雄訳、春秋社、新版2019年。ISBN 9784393416136